# Прајано (Салерно)
Прајано (итал. Praiano) је насеље у Италији у округу Салерно, региону Кампанија.
Према процени из 2011. у насељу је живело 2087 становника. Насеље се налази на надморској висини од 179 м.

## Становништво
| 1931. | 1936. | 1951. | 1961. | 1971. | 1981. | 1991. | 2001. | 2011. |
| ----- | ----- | ----- | ----- | ----- | ----- | ----- | ----- | ----- |
| 1.522 | 1.546 | 1.595 | 1.575 | 1.675 | 1.774 | 1.883 | 1.915 | 2.087 |